# Віленька
Ві́ленька — село в Україні, у Коростишівській міській територіальній громаді Житомирського району Житомирської області. Чисельність населення становить 245 осіб (2001). У 1923—54 та 1994—2016 роках — адміністративний центр колишньої однойменної сільської ради.

## Населення
У середині 19 століття в поселенні проживало 274 селян обох статей, з них православних 214, римокатоликів — 60, наприкінці 19 століття — 658 осіб, з них 316 чоловіків та 342 жінки, дворів — 120.
Відповідно до результатів перепису населення Російської імперії 1897 року, загальна кількість мешканців села становила 654 особи, з них: православних — 510, римокатоликів — 133, чоловіків — 315, жінок — 339.
Відповідно до перепису населення СРСР, станом на 17 грудня 1926 року чисельність населення становила 851 особу, з них, за статтю: чоловіків — 424, жінок — 427; етнічний склад: українців — 848, поляків — 3. Кількість господарств — 203, з них, неселянського типу — 6.
Відповідно до результатів перепису населення СРСР, кількість населення, станом на 12 січня 1989 року, становила 242 особи. Станом на 5 грудня 2001 року, відповідно до перепису населення України, кількість мешканців села становила 245 осіб.

## Історія
Згадується у люстрації Київського воєводства 1754 року, належало до коростишівського маєтку, сплачувало з 15 дворів 2 злотих і 9,5 грошів до замку та 9 злотих і 8 грошів до скарбу.
У середині 19 століття — сільце Радомисльського повіту Київської губернії, на пограниччі зі Сквирським повітом. Лежало на річці Вілія за 2 версти вище від Вільні. Входило до православної парафії у Вільні. Належало, разом із с. Онишпіль та 1 272 десятинами землі, поміщикові Каетану Васильківському. У 1811 році Ілля Васильківський, дід нинішнього власника, купив поселення, разом з Онишполем та хутором Супруном, у графа Леонарда Олізара. В селі була дерев'яна католицька каплиця Коростишівської парафії, збудована 1823 року. У 1863 році селяни викупили 600 десятин землі.
За Географічним словником Королівства Польського (том 13, 1893 р.), в селі проживало 218 мешканців (за Похилевичем 358 православних, без врахування католиків). Селяни, в кількості 50 ревізьких душ, викупили 284 десятини землі. Сільська територія становила 721 десятину земель рільничих, 276 десятин лісу та 39 десятин невживаних земель. Село належало поміщикові Ф. Протобаверію.
Наприкінці 19 століття — власницьке сільце Водотийської волості (1 стану) Радомисльського повіту Київської губернії. Відстань до повітового центру, м. Радомисль — 30 верст, до найближчої залізничної станції Попільня — 30 верст, до найближчої поштово-телеграфної станції у Ходоркові — 12 верст, до поштової земської станції у Брусилові — 18 верст. Основним заняттям мешканців було рільництво. У селі числилося 847 десятин землі, з яких 477 десятин належало поміщикам, 308 десятин — селянам, 62 десятини — іншим прошаркам населення. Село належало поміщикові Ф. Протобаверію, господарство вів орендатор В. Ясенський, застосовував трипільну сівозміну, як і селяни. В селі були вітряк, 2 водяні млини, кузня, школа. Пожежна команда мала 2 бочки та 2 багри.
У 1923 році включене до складу новоствореної Віленської сільської ради, яка 7 березня 1923 року увійшла до складу новоутвореного Брусилівського району Білоцерківської округи; адміністративний центр ради. 11 серпня 1954 року, відповідно до указу Президії Верховної ради УРСР «Про укрупнення сільських рад по Житомирській області», Віленську сільську раду ліквідовано, село підпорядковане Вільнянській сільській раді Брусилівського району. 23 травня 1960 року, в складі сільської ради, увійшло до Коростишівського району Житомирської області. 15 лютого 1994 року в селі відновлено окрему Віленьківську сільську раду Корстишівського району.
5 серпня 2016 року увійшло до складу новоутвореної Коростишівської міської територіальної громади Коростишівського району Житомирської області. Від 19 липня 2020 року, разом з громадою, в складі новоствореного Житомирського району Житомирської області.

## Відомі люди
- Кузьомко Леонід Михайлович (* 1944) — декан факультету фізичного виховання Чернігівського національного педагогічного університету імені Т. Г. Шевченка, доцент, кандидат педагогічних наук. Відмінник освіти України, Заслужений працівник освіти України.